# Михайловский манеж
Михайловский манеж (Зимний стадион) — памятник архитектуры. Расположен в Санкт-Петербурге, современный адрес дома — Манежная площадь, 6, Инженерная улица, 11, Кленовая улица.
До строительства здания на этом месте был амбар для слонов — Анне Иоанновне подарили сначала одного, потом ещё четырнадцать, и территория была занята слоновым двором, местом для ухода и выгула. Когда поблизости стали строить Летний дворец Елизаветы Петровны, слоновый двор убрали, на месте амбара разбили кустовой лабиринт, разобранный при Павле I.
Манеж был построен В. Бренной в 1798—1800 годах одновременно с другими строениями Михайловского замка (хотя отдельные источники указывают, что вопрос авторства не вполне подтверждён). С 28 апреля 1866 года здание дало название площади, на которой оно стоит (ранее площадь называлась Михайловской).
В 1823—1824 году К. И. Росси проводил реконструкцию района в связи с постройкой Михайловского дворца и изменил торцевой фасад манежа, объединив в единую композицию с расположенными по его сторонам конюшнями. Фасад манежа выступил центром композиции, центральное здание и боковые павильоны объединены глухими каменными оградами с въездными воротами и художественными чугунными вставками. В украшении фасада активно использована декоративная скульптура — на аттиках барельефы с военными доспехами и арматурой, с щитами, мечами и дубовыми ветвями. Предположительно скульпторами были С. С. Пименов и В. И. Демут-Малиновский.
5 марта (17 марта) 1861 года, в Прощёное воскресенье в здании манежа Александр II лично зачитал Манифест об отмене крепостного права.
В 1873 году у входа в Манеж построили чугунный навес, «свидетельствующий о том, до чего может дойти убожество вкуса. Независимо от неуклюжести пропорций, высокой крыши, тонких колонн и проч., навес вовсе не вяжется со строгим фасадом манежа, не имеет с ним никакой органической связи. Работа исполнена плохо, криво и косо; но верх наивности сочинителя — это постановка на щите подъезда двуглавого, крохотного орлика, который, вдобавок, покосился на одну сторону, как будто печалясь о том, что попал в неумелые руки».

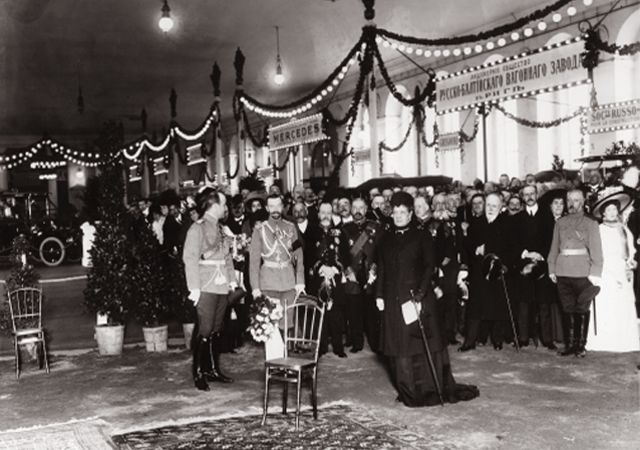
Великий князь Борис Владимирович на открытии Всероссийской выставки 28 мая 1910 года

Выходящие на Инженерную улицу фасады Росси не переделывал, но в конце XIX — начале XX веков их перестраивали, исказив внешний вид. Позднее они были отреставрированы с приближением к изначальному облику.
До 1917 года Манеж использовался для военных учений и собраний, выставок и народных гуляний — в 1893 году в здании проходила Первая Всероссийская гигиеническая выставка, в 1909 году — Международная выставка новейших изобретений при участии Всероссийского аэроклуба, в 1913 году — выставки, посвящённые трёхсотлетию дома Романовых. Во время Первой мировой войны в нём поместили автобронедивизион. В 1909 году в Манеже были проведены большие соревнования по лёгкой атлетике, а в 1924 году в нём прошёл футбольный матч сборных Москвы и Ленинграда.
15 апреля 1917 года и 1 января 1918 года на митинге солдат броневого дивизиона и собрании сводного отряда красногвардейцев, отправлявшихся на западный фронт, в Манеже выступал В. И. Ленин.
В 1950-е годы здание было перестроено внутри для приспособления под Зимний стадион, были заменены деревянные фермы. Тогда же от Манежной площади к Михайловскому замку открыли проезд и благоустроили окружающую территорию. В здании сделали 250-метровую беговую дорожку, секторы для прыжков в длину и высоту, площадки для метания диска и толкания ядра, игры в баскетбол и волейбол. Трибуны главной арены вмещали 2-5 тысяч зрителей.
В 2020-е годы здание используется как выставочный комплекс.